# Lagtingsvalget 1988
Lagtingsvalget på Færøerne 1988 blev afholdt den 8. november 1988.
Framsóknarflokkurin er opstillet for første gang, men lykkedes ikke at få noget mandat i Lagtinget.

## Resultater
| Parti                 | Stemmer | Tilslutning | Mandater i Lagtinget |
| --------------------- | ------- | ----------- | -------------------- |
| Fólkaflokkurin        | 6 692   | 23,2 %      | 8                    |
| Sambandsflokkurin     | 6 116   | 21,2 %      | 7                    |
| Javnaðarflokkurin     | 6 233   | 21,6 %      | 7                    |
| Tjóðveldisflokkurin   | 5 520   | 19,2 %      | 6                    |
| Sjálvstýrisflokkurin  | 2 033   | 7,1 %       | 2                    |
| Framburðsflokkurin    | 1 582   | 5,5 %       | 2                    |
| Framsóknarflokkurin   | 617     | 2,1 %       | 0                    |
| Uafhængige kandidater | 13      | 0,0 %       | 0                    |

## Eksterne links
- Hagstova Føroya — Íbúgvaviðurskifti og val (Færøsk statistik)

| Portal | Portal:Færøerne |